# Heinrich Will (Leichtathlet)
Heinrich Otto „Heiner“ Will (* 22. Oktober 1926 in Möglin; † 18. Oktober 2009 in Rendsburg) war ein deutscher Speerwerfer.
Heiner Will vom Rendsburger TSV ging in die Sportgeschichte als erster deutscher Sportler ein, der den Speer über 80 Meter weit warf. Der Träger des Silbernen Lorbeerblattes gewann 1948 seinen ersten Deutschen Meistertitel, weitere vier Titel folgten bis 1959. 1954 stellte er mit 77,12 m einen ersten deutschen Rekord auf, den er 1956 auf 80,22 m verbesserte. Der Rekord hatte knapp fünf Jahre Bestand. Er nahm an den Olympischen Spielen 1956 in Melbourne teil und belegte mit 70,38 m den neunten Rang. Zwei Jahre später startete Will bei den Europameisterschaften. Er bestritt für Deutschland zwischen 1953 und 1959 37 Länderkämpfe. Nach der aktiven Karriere trieb er weiterhin Sport und gewann im Speerwurf wie auch im Kugelstoßen sowohl nationale wie internationale Seniorentitel. Er ist mit 13,84 m Inhaber des Weltrekords im Kugelstoßen in der Klasse M75.
Will starb kurz vor seinem 83. Geburtstag nach schwerer Krankheit.